# Hieracium wologdense
Hieracium wologdense là một loài thực vật có hoa trong họ Cúc. Loài này được (Pohl & Zahn) Üksip ex Schljakov mô tả khoa học đầu tiên năm 1987.